# Stazione di Giovinazzo
La stazione di Giovinazzo è una stazione ferroviaria posta sulla linea Adriatica. Serve il centro abitato di Giovinazzo.

## Strutture e Impianti
La fermata è composta da quattro binari.
Di regola il binario 2 viene utilizzato per il traffico diretto verso Bari mentre i binario 3 viene utilizzato per il traffico diretto a Barletta/Foggia. Il binario 1 viene usato come binario di precedenza per i treni regionali e anche per un collegamento per lo scalo merci di Giovinazzo, mentre il binario 4 viene usato come binario di precedenza ma non tante volte.

## Movimento
La fermata ferroviaria viene usata per Trenitalia mentre per i treni merci viene servito molte volte ad Interporto Servizi Cargo e Compagnia Ferroviaria Italiana.

## Scalo Merci
Sul binario 1 viene collegato dalla stazione fino allo scalo merci di Giovinazzo.
Si risultano dei servizi privati in circolazione:
- Interporto Servizi Cargo: Con questo servizio merci viene effettuato il Verona Quadrante-Giovinazzo e viceversa.[1][2]
- Compagnia Ferroviaria Italiana: Con questo servizio merci viene effettuato il Fiorenzuola-Giovinazzo e viceversa.[3]

## Servizi
- Biglietteria automatica
- Sala d'attesa